# I Won't Let You Down
I Won't Let You Down è un singolo del gruppo britannico Ph.D, pubblicato in Europa nell'aprile 1981 dalla WEA (catalogo K 79209).

## Il disco
Tra il 1981 e il 1982 è stato ristampato, soprattutto per il mercato europeo, con una diversa copertina, che, a sua volta, cambia il colore dello sfondo: blu (WEA 79209), rosso (WEA U 79209). Esiste anche una versione promozionale in formato maxi singolo a 12" pubblicata in Europa (WEA PRO 560) e negli Stati Uniti (Atlantic PR 444).
I Won't Let You Down ha due versioni diverse. Quella sul singolo (4:09) ha un'introduzione strumentale di sintetizzatore (circa 25 secondi), che ripete il ritornello della canzone e precede l'attacco vocale. La versione nell'album Ph.D., complessivamente più lunga (4:21), è invece priva dell'introduzione, ma aggiunge, dopo il ritornello della seconda strofa, la ripetizione del titolo e dell'intero ritornello con un'ulteriore sottofondo di percussioni.

## Successo e classifiche
| Classifica (1982)   |                        | Posizione massima | Settimane in classifica |
| ------------------- | ---------------------- | ----------------- | ----------------------- |
| Belgio (Vallonia)   | Belgio (bandiera)      | 1                 | 13                      |
| Paesi Bassi         | Paesi Bassi (bandiera) | 1                 | 13                      |
| Italia(*) (1982/83) | Italia (bandiera)      | 2                 | 12                      |
| Svizzera            | Svizzera (bandiera)    | 2                 | 10                      |
| Regno Unito         | Regno Unito (bandiera) | 3                 | 14                      |
| Francia             | Francia (bandiera)     | 4                 | 39                      |
| Australia           | Australia (bandiera)   | 5                 | —                       |
| Germania            | Germania (bandiera)    | 14                | 25                      |

(*) Rimane nella classifica dei singoli più venduti in Italia tra la fine del 1982 e del 1983, raggiungendo la 2ª posizione della hit parade settimanale e risultando 15° nel 1982.

## Video musicale
Il videoclip della canzone, pubblicato e diffuso inizialmente da VH1 Classic e, dal 2010, da MTV Classic, è girato, nel distretto cosmopolita del Queensway, sobborgo dell'area occidentale londinese, con lo stile del cortometraggio comico basato sul linguaggio del corpo.
Da una parte, Jim Diamond impersona un distinto signore che cerca in ogni modo di riconquistare le attenzioni della sua amante (come ripetuto nel ritornello della canzone) con regali, acquisti e ristoranti costosi; dall'altra, Tony Hymas è il suo trasandato antagonista, che, travestendosi e mimetizzandosi, prova invano ogni espediente per eliminare o uccidere il suo rivale e ottenere il favore della donna. Dopo vari comici tentativi infruttuosi, ci riuscirà, spacciandosi per rivenditore di auto e convincendo l'amico a provare da uno sfasciacarrozze una Fiat 128 bianca di seconda mano. Appena salito sull'auto, Diamond scoprirà che è bloccata e agganciata ad una gru da cantiere che la sta sollevando, mentre Hymas se ne andrà con la ragazza.
Sono stati girati 3 video differenti.

## Tracce
Testi e musiche di Jim Diamond, Tony Hymas.

Lato A
1. I Won't Let You Down (versione singolo) – 4:09

Lato B (pubblicato solo su singolo)
1. Hideaway – 4:08

## Formazione
- Jim Diamond - voce
- Tony Hymas - tastiere
- Simon Phillips - batteria

## Cover
- Il cantante Zucchero Fornaciari ha reinterpretato il brano in versione pop rock traducendolo in italiano, con il titolo Tutti i colori della mia vita, pubblicandolo come inedito nella raccolta All the Best del 2007 e l'anno successivo come singolo.
- Nel 2010 Jay Frog ne fa una cover in versione disco music.

## Colonne sonore
- Il brano è ascoltabile nel primo episodio della seconda stagione della serie televisiva italiana Romanzo criminale prodotta da Sky Cinema nel 2010, durante la scena in cui i componenti della Banda della Magliana mangiano attorno alla bara del Libanese e successivamente partecipano al suo funerale.